# جون هيرلي
جون هيرلي هو سياسي أسترالي، ولد في 21 يوليو 1894 في Yarrawonga ‏ في أستراليا، وتوفي في 27 أغسطس 1985 في Henty, New South Wales ‏ في أستراليا. نشط حزبياً في حزب العمال الأسترالي. وقد انتخب عضو الجمعية التشريعية لنيو ساوث ويلز ‏.